# Tierra de Badajoz
Tierra de Badajoz (también denominada "Tierras de Badajoz") es una comarca de la provincia de Badajoz, en Extremadura (España). La comarca hace referencia a una zona geográfica por vínculos históricos en consonancia con el amplio término municipal pacense y con su partido judicial, aunque no está definida jurídicamente; sin embargo, está promovida por la Diputación de Badajoz y el Ayuntamiento de Badajoz, y sus límites tienden a confundirse por el este con los de la Comarca sociocultural y turística de Lácara, así como por el norte con Los Baldíos.
La comarca tiene una superficie de 2.788,25 km². La densidad de población es alta, una media de 64,62 hab/km², siendo la comarca más poblada de Extremadura. La mayor parte de su población se encuentra en la localidad de Badajoz, su capital.

## Situación geográfica
Tierra de Badajoz, o Comarca de Badajoz, ocupa la parte noroccidental de la provincia badajocense, proyectando hacia el norte una buena porción territorial que incursiona hacia la provincia de Cáceres, teniendo al norte la sierra de San Pedro, y otra hacia el sur, que hace lo propio en las comarcas de Llanos de Olivenza y Tierra de Barros, mientras que el borde occidental marca la frontera portuguesa y el oriental, menos definido, la Tierra de Mérida - Vegas Bajas.
| Municipio                | Población | Superficie | Densidad |
| ------------------------ | --------- | ---------- | -------- |
| Alburquerque             | 5.293     | 723,2      | 7,32     |
| Badajoz                  | 150.984   | 1.470      | 104,82   |
| Guadiana                 | 2.492     | 30,5       | 82,92    |
| La Albuera               | 2.035     | 26,4       | 77,16    |
| La Codosera              | 2.061     | 69,6       | 29,60    |
| Pueblonuevo del Guadiana | 2.008     | 30,95      | 70,34    |
| San Vicente de Alcántara | 5.377     | 275,3      | 19,53    |
| Talavera la Real         | 5.314     | 61,5       | 86,41    |
| Valdelacalzada           | 2.721     | 32,4       | 85,59    |
| Villar del Rey           | 2.106     | 98,9       | 21,30    |

Esta comarca está formada por diez municipios y ocho pedanías o entidades locales menores (Alcazaba, Alvarado, Balboa, Gévora, Novelda del Guadiana, Sagrajas, Valdebótoa, Villafranco del Guadiana), además de la aldea o dehesa de Bótoa (perteneciente al término de Badajoz). La Codosera cuenta con varios núcleos dependientes o aldeas como: Bacoco, El Marco, La Rabaza, La Tojera, La Varse y La Vega.
- Badajoz
  - Alcazaba
  - Alvarado
  - Balboa
  - Gévora
  - Novelda del Guadiana
  - Sagrajas
  - Valdebótoa
  - Villafranco del Guadiana
- La Albuera

Sierra de San Pedro - Los Baldíos:
- San Vicente de Alcántara (zona de San Pedro).
- Alburquerque (zona de Los Baldíos).
- Villar del Rey (zona de Los Baldíos).
- La Codosera (zona de Los Baldíos).
  - Bacoco
  - El Marco
  - La Rabaza
  - La Tojera
  - La Varse
  - La Vega

Lácara - Vegas Bajas del Guadiana:
- Pueblonuevo del Guadiana (con fuertes vínculos con las Vegas Bajas del Guadiana).
- Talavera la Real (con fuertes vínculos con las Vegas Bajas del Guadiana en la Comarca Tierra de Mérida - Vegas Bajas).
- Guadiana (por vínculos históricos y administrativos a Tierra de Badajoz, aunque insertada en pleno corazón de las Vegas Bajas del Guadiana en la Comarca Tierra de Mérida - Vegas Bajas).
- Valdelacalzada (por vínculos históricos y administrativos, aunque insertada en pleno corazón de las Vegas Bajas del Guadiana en la Comarca Tierra de Mérida - Vegas Bajas).

Hay que tener en cuenta la órbita de aproximación de algunas localidades en el entorno de la Comarca Tierra de Mérida - Vegas Bajas, aunque dependientes del partido judicial de Badajoz, así como de la zona de Los Baldíos. De la misma forma que algunas localidades tradicionalmente asentadas en Tierra de Badajoz, por su anterior pertenencia al término municipal de Badajoz, están integradas en la Mancomunidad Integral de Servicios "Vegas Bajas" (Talavera la Real, Pueblonuevo del Guadiana, Guadiana y Valdelacalzada). Esto explica la pertenencia de estas localidades al partido judicial de Badajoz y tradicionalmente a Tierra de Badajoz; cuyos vínculos históricos están unidos tanto a Tierra de Badajoz como a Tierra de Mérida - Vegas Bajas.
Por otra parte, Albuquerque, La Codosera y Villar del Rey están vinculadas con la comarca turística de Los Baldíos, y en la Mancomunidad Integral "Lácara - Los Baldíos".

## Historia
La Tierra de Badajoz está vinculada históricamente con una parte del amplio término municipal con el que llegó a contar la ciudad de Badajoz (siglos XIII-XVI). Esta comarca destaca por sus numerosos monumentos megalíticos, pinturas rupestres, castillos musulmanes y fortalezas cristianas, destacando la impresionante Alcazaba de Badajoz o el monumental Castillo de Alburquerque, además de innumerables ermitas, iglesias, palacios y conventos.
Hay como antecedente la Tierra de Badajoz en la Extremadura castellano-leonesa. Formada, además de las actuales ya mencionadas, otras aldeas, como por ejemplo:
- Manzanete (La Roca de la Sierra)

- Valverde

- Talavera (Taraveruela o Aldea de Badajoz)

- Albuera